# Misericordie
Misericordie (fra latin misericordia, af misericors, barmhjertig) er et lille reservesæde anbragt under klappen på korstole, således at tjenstgørende gejstlige under de lange oplæsninger kunne finde en nødtørftig hvile, når sæderne var slået tilbage.

## Ekstern henvisning
- Misericordia — Ordbog— ODS — ordnet.dk